# HK Dukla Trenčín
HK Dukla Trenčín ist ein Eishockeyclub der Stadt Trenčín in der Slowakei, der in der slowakischen Tipsport liga spielt und seit 1993 drei Meistertitel gewinnen konnte. Seine Heimspiele trägt der Verein im 1960 erbauten Zimný Štadión Trenčín aus.

## Geschichte
Ab 1956 wurden die Armeesportvereine in der Tschechoslowakei neu organisiert. 1962 wurde beschlossen, den bestehenden Klub VTJ Dukla Opava nach Trenčín umzusiedeln und in VTJ Dukla Trenčín umzubenennen. In der Folge nahm Dukla an der zweiten Spielklasse der Tschechoslowakei, der 2. Liga, teil. 1966, 1968 und 1971 erreichte Dukla die Meisterschaft der slowakischen Gruppe der Spielklasse, der späteren 1. Slovenská národná hokejová liga, scheiterte aber jeweils am Aufstieg in die 1. Liga, die höchste Spielklasse der Tschechoslowakei. Erst 15 Jahre nach der Gründung stieg der Klub 1977 nach einer weiteren Meisterschaft in die höchste Spielklasse auf, konnte sich dort aber nur zeitweise etablieren und stieg 1982 wieder in die zweite Spielklasse ab. Ein Jahr später gewann Dukla jedoch erneut den Meistertitel der 1. SNHL und stieg wieder in die 1. Liga auf.

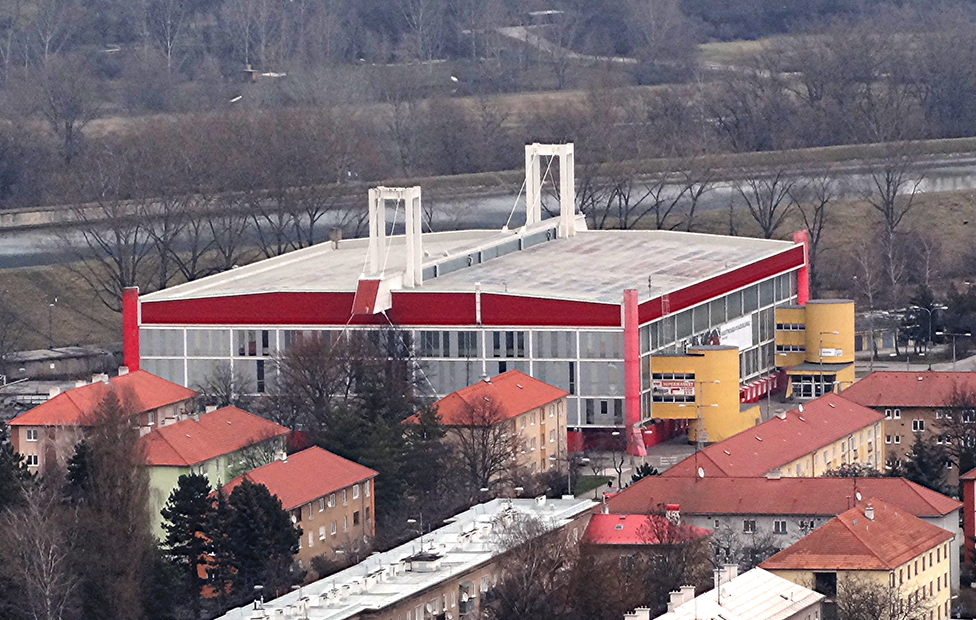
Zimny Stadion Dukla Trencín

In den folgenden Jahren platzierte sich Dukla meist am Ende der Ligatabelle, aber 1989 konnte die Mannschaft um Vladimír Růžička den zweiten Platz belegen und in den Playoffs die Vizemeisterschaft gewinnen, während Tesla Pardubice tschechoslowakischer Meister wurde. Dieselbe Platzierung erreichte der Verein ein Jahr später, diesmal hinter dem HC Sparta Prag. In der vorletzten Saison der gemeinsamen Liga von Tschechien und der Slowakei, 1991/92, belegte Dukla Trenčín nach der regulären Saison den ersten Platz der Staffel West. In den Playoffs schlug Dukla zunächst Poldi Kladno mit 3:2, den HC Litvínov mit 3:1 und traf im Playoff-Finale auf dem HC Škoda Plzeň. Nach vier weiteren Spielen war Plzeň mit 3:1 besiegt worden und Dukla Trenčín konnte den größten Erfolg der Vereinsgeschichte feiern: Den Gewinn des tschechoslowakischen Meistertitels. Überragender Akteur der Playoffs war Žigmund Pálffy, der in 13 Playoff-Partien 18 Tore und acht Assists für Trenčín erzielte.
Nach der Teilung der Liga konnte Dukla gleich in der ersten Spielzeit der slowakischen Extraliga Slowakischer Meister werden und wiederholte diesen Erfolg 1997 und 2004.

## Erfolge
- Gewinn der Meisterschaft der 1. SNHL 1966, 1968, 1971, 1977 und 1982
- Vizemeisterschaft der CSSR 1989 und 1990
- Tschechoslowakischer Meister 1992
- Slowakischer Meister 1994, 1997 und 2004
- Vizemeisterschaft der Slowakei 1995, 1996, 2001, 2005 und 2007

## Bekannte ehemalige Spieler
Zahlreiche ehemalige Spieler des Teams schafften den Sprung in die NHL und sind dort heute sehr erfolgreich. Darunter sind Zdeno Chára, Pavol Demitra, Marián Gáborík, Marcel Hossa, Marián Hossa, Andrej Meszaros, Žigmund Pálffy und Miroslav Šatan.
| - Jozef Balej - Pavol Demitra - Marián Gáborík - Miroslav Hlinka - Marcel Hossa - Marián Hossa - Zdeno Chára - Branislav Mezei (2004/05) - Rastislav Pavlikovský (1993/94) - Žigmund Pálffy (1991–1993) | - Róbert Petrovický (1990–1992) - Ronald Petrovický - Miroslav Šatan - Andrej Sekera - Róbert Švehla - Vladimír Růžička - Zdeno Cíger - Tomáš Kopecký - Antonín Stavjaňa - Tomáš Tatar |

## Trainer
- 1987–1989 - Jaroslav Walter und Ondrej Výboh
- 1989–1992 - Július Šupler und František Hossa
- 1992–1995 - František Hossa und Rudolf Uličný
- 1995/96 - Rudolf Potsch und Ernest Bokroš
- 1996/97 - Jaroslav Walter und Rudolf Potsch
- 1997/98 - Jaroslav Walter und Miroslav Miklošovič; später Jaroslav Walter und Viliam Ružička
- 1998/99 - Ján Faith und Miroslav Miklošovič
- 1999/00 - Július Šupler und Dušan Gregor
- 2000/01 - Július Šupler und J. Boldiš
- 2001/02 - Július Šupler und Vladimír Hiadlovský
- 2002/03 - Dušan Gregor und Vladimír Hiadlovský
- 2003/04 - Dušan Gregor und Július Pénzeš
- 2004/05 - Róbert Spišák und Július Pénzeš; am Saisonende Vladimír Hiadlovský und Róbert Švehla
- 2005/06 - Milan Hovorka, Juraj Boldiš
- 2006–2008 - Antonín Stavjaňa, Július Pénzeš
- 2008/09 - Július Pénzeš und Juraj Jakubík, ab Januar 2009 František Hossa und Róbert Švehla
- 2009/10 - František Hossa und Jozef Daňo
- 2010/11 - Dušan Gregor und Juraj Jakubík
- 2011/12 - Dušan Gregor und Juraj Jakubík, später Róbert Kaláber und Jozef Daňo
- 2012/13 - Róbert Kaláber und Jozef Daňo
- 2013/14 - Róbert Kaláber und Roman Chatrnúch, später Milan Staš und Branislav Jánoš
- 2014/15 - Roman Stantien und Branislav Jánoš
- 2015/16 - Ján Kobezda und Marcel Hanzal[3]
- 2016/17 - Miloš Holáň und Róbert Petrovický, später Josef Turek und Róbert Petrovický. Ab Anfang 2017 ersetzt durch Július Pénzeš,  Viliam Čacho, Peter Kosa und Ján Kobezda. Ab Ende Januar 2017 ersetzte Ján Pardavý den verstorbenen Kobezda.
- 2017–2019 - Peter Oremus[4] und Ján Pardavý
- 2019/20 - Ján Pardavý, Peter Frühauf und Branko  Radivojevič

## Meistermannschaften

### 1991/92
- Torhüter: Vladimír Hiadlovský, Igor Murín
- Verteidigung: Milos Holaň, Jaroslav Modrý, Milan Nedoma, Róbert Švehla, Ľubomír Sekeráš, Marián Smerčiak, Ernest Bokroš
- Angriff: Jaroslav Brabec, Dusan Gregor, Miroslav Hanták, Miroslav Hlinka, Branislav Jánoš, Lubomir Kolník, Roman Kontšek, Martin Madový, Ján Pardavý, Róbert Petrovický, Pavel Pýcha, Žigmund Pálffy, Marian Uharček, Josef Zajíc
- Trainer: Július Šupler

### 1993/94
- Torhüter: Eduard Hartmann, Róbert Kompas, Igor Murín
- Verteidigung: Radoslav Hecl, Dalibor Kusovský, Stanislav Medŕík, Richard Pavlikovský, Ľubomír Sekeráš, Marián Smerčiak, Vladimír Vlk, Milan Žitný
- Angriff: Jozef Daňo, Branislav Gáborík, Miroslav Hlinka, Branislav Jánoš, Martin Madový, Miloš Melicherík, Ján Pardavý, Pavol Paukovček, Roman Stantien, Miroslav Šatan, Bystrík Ščepko
- Trainer: František Hossa, Rudolf Uličný

### 1996/97
- Torhüter: Igor Murín, Martin Špillar
- Verteidigung: Juraj Ďurčo, Dalibor Kusovský, Stanislav Medŕík, Richard Pavlikovský, Róbert Pukalovič, Miloš Rehák, Marián Smerčiak, Vladimír Vlk
- Angriff: Peter Barinka, Miloš Fleischer, Marián Hossa, Juraj Jakubík, Branislav Jánoš, Miloš Melicherík, Michal Mravík, Martin Opatovský, Rastislav Paľov, Ján Pardavý, Pavol Paukovček, Rastislav Pavlikovský, Marián Uharček
- Trainer: Jaroslav Walter, Rudolf Potsch

### 2003/04
- Torhüter: Miroslav Hála, Petr Přikryl
- Verteidigung: Lukáš Bambúch, František Bombic, Jiří Heš, Ján Homér, Slavomír Hriňa, Peter Janík, Andrej Meszároš, Michal Mravík, Tomáš Starosta, Miroslav Šmidriak
- Angriff: Peter Fabuš, Miroslav Hanták, Marcel Hanzal, Andrej Kmeč, Ivan Koložváry, Miroslav Kaváčik, Jaroslav Kóňa, Václav Král, Roman Kukumberg, Anton Lezo, Tibor Melichárek, Martin Opatovský, Robert Rehák, Peter Sivák
- Trainer: Dušan Gregor, Július Pénzeš